# Catherine Cairn
 (mai 2025).
Pour les articles homonymes, voir Cairn.
Catherine Cairn, née le 28 mars 1968 à Nantes, est une sculptrice française.

## Biographie

### Famille et formation
Catherine Cairn naît le 28 mars 1968 à Nantes d'une famille du Val-de-Loire. Formée aux Beaux-Arts.

### Carrière artistique
Catherine Cairn conçoit, à partir de 2007, une nouvelle méthode d'enseignement des arts plastiques, à laquelle elle donne le nom de « biosculpture ».
En octobre 2015, alors que Henri d'Orléans, comte de Paris, se déplace à la collégiale de Poissy pour financer la restauration d'une statue de Saint-Louis, abimée, en présence du père Courtois, le curé de la paroisse, et du maire Karl Olive. Henri d'Orléans a commandé à Catherine Cairn une nouvelle sculpture de Saint-Louis qu’elle présente à cette occasion : Il s'agit d'une œuvre d'1mètre cinquante représentant le souverain à l'âge de 12 ans.
Le 26 Juin 2018, la statue est offerte par Henri d'Orléans à l'église Saint-Germain l'Auxerrois, ancienne paroisse parisienne des rois de France, où elle a pris place dans la chapelle dédiée à Saint-Louis.
En octobre 2017, Catherine Cairn dévoile au château d’Amboise, les bustes du comte et de la comtesse de Paris, en présence de la princesse Léa de Belgique. Ce buste sera présent lors des différentes cérémonies funéraires d'Henri d'Orléans en 2019.
Le 8 juin 2019, Catherine Cairn inaugure son buste de Louis XVII au musée de la Chouannerie de Plouharnel.

## Expositions
- 1999, atelier Visconti à Paris[1]
- 2011, Festival des artistes chrétiens en Yvelines, à Rambouillet[10]
- 2012, « L'homme au cœur du vivant » à l'InterContinental Paris Le Grand, à l'occasion des 150 ans de l'établissement[11].

## Pour approfondir